# Вулиця Тринітарська (Івано-Франківськ)
Вулиця Тринітарська — знаходиться у центральній частині міста, одна з найменших та найвужчих вулиць Івано-Франківська. Знаходиться в центрі міста, поряд із площею Ринок. Проходить від вулиці Галицької до вулиці Шеремети. Це одна з найдавніших вулиць, фактично ровесниця Івано-Франківська.
На початках існування міста його власники виділили дільницю на північ від Ринкової площі для поселення євреїв. Тому історична назва цієї вулиці — Жидівська. Однак після того, як тут був споруджений палац Потоцьких, а потім і монастир чернечого ордену тринітарів, який знаходився поряд та існував із 1690 до 1774 року, євреїв перемістили на південь від Ринку, щоб вони «криком своїм не заважали відправам у костьолі». А вулицю у кінці XVIII століття перейменували на Тринітарську в пам’ять про монастир тринітарів.
Монастир у 1786 році був переданий під окружний суд і тюрму. Тринітарською називалась і площа, на якій нині розташований речовий ринок.
Ширина вулички, в свій час, була розрахована на проїзд брички, і то в одну сторону.
За радянських часів називалася Колгоспною. 1993 року їй повернули історичну назву. Поряд знаходився продуктовий ринок, який проіснував до відкриття центрального ринку, тепер там знаходяться складські приміщення.
Забудова вулиці частково зберегла середньовічний колорит, хоча її початок уже забудований новітніми торговими центрами. Давні будинки тут дво- і триповерхові, збереглися з XIX століття.

## Зображення
Віртуальний Івано-Франківськ Сферичні панорами [Архівовано 21 січня 2012 у Wayback Machine.]:
- На розі вулиць Шеремети і Шпитальної [Архівовано 4 лютого 2011 у Wayback Machine.]
- Вулиця Тринітарська [Архівовано 4 лютого 2011 у Wayback Machine.]